# 林地公园动物园

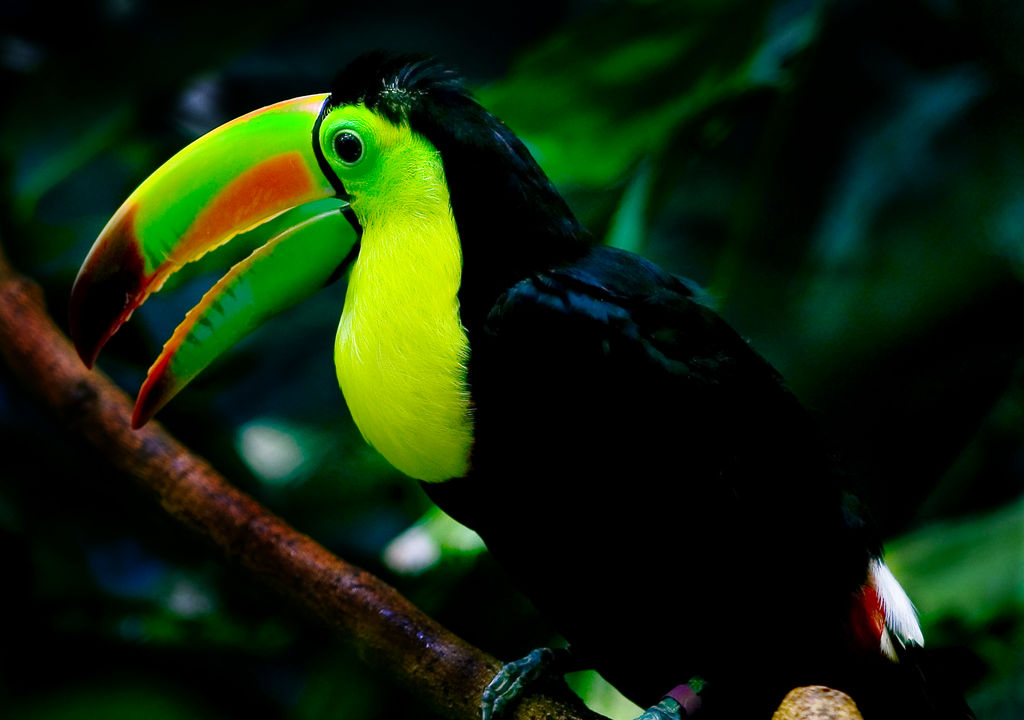
公园里的彩虹巨嘴鳥

林地公园动物园（Woodland Park Zoo）是美国西雅图林地公园的一个野生动物园。

## 历史
它最初是加拿大木材厂老板和房地产商盖伊·菲尼（Guy C. Phinney）的私人动物园，菲尼去世后，他的遗孀在1899年12月28日把动物园卖给市政府。1975年，园长大卫·汉考克（David Hancocks）对动物园进行改造，采用沉浸式展示设计，让动物们都生活在贴近自然栖息地的环境里。